# Lanificio Colombo
Die Lanificio Luigi Colombo S.p.A. mit Firmensitz in Borgosesia ist ein italienischer Textilproduzent, der auf das Weben von Edelgarn- und Kaschmirstoffen spezialisiert ist.
In diesem Segment gilt der Hersteller als Weltmarktführer bzw. als weltweit größter Hersteller. Laut Manager Magazin von 2012 wurden Prada und Hermès, Gucci und Armani, Karl Lagerfeld und Hugo Boss mit Kaschmirstoffen beliefert. Das Unternehmen bietet seit den 1990er Jahren auch eine eigene Bekleidungs- und Accessoireskollektion an. Die Linie für Damen und Herren wird international über eigene Stores und hochpreisige Multimarken-Boutiquen vertrieben.

## Unternehmensgeschichte
Lanificio Colombo hat sich aufgrund des verschärften Wettbewerbs in der Textilbranche in den vergangenen Jahrzehnten auf die hauseigene Entwicklung neuartiger, hochwertiger Stoffmischungen ausgerichtet. Der Mittelständler gilt unter den Textillieferanten der Luxusmodebranche als besonders innovativ. Viele Labels aus dem oberen Genre zählen zu seinen Kunden. Im Dezember 2012 lancierte das Unternehmen eine gemeinsame Kollektion mit dem US-Filialisten Tommy Hilfiger.